# دئرلیژک
شهر دئرلیژک (به فرانسوی: Deerlijk) در شهرستان کورتریک در استان فلاندری غربی در منطقه فلاندری در کشور بلژیک واقع شده‌است.